# Praon fulvum
Praon fulvum är en stekelart som beskrevs av Pike och Jaroslav Stary 2000. Praon fulvum ingår i släktet Praon och familjen bracksteklar. Inga underarter finns listade i Catalogue of Life.